# Zjawisko Sabattiera

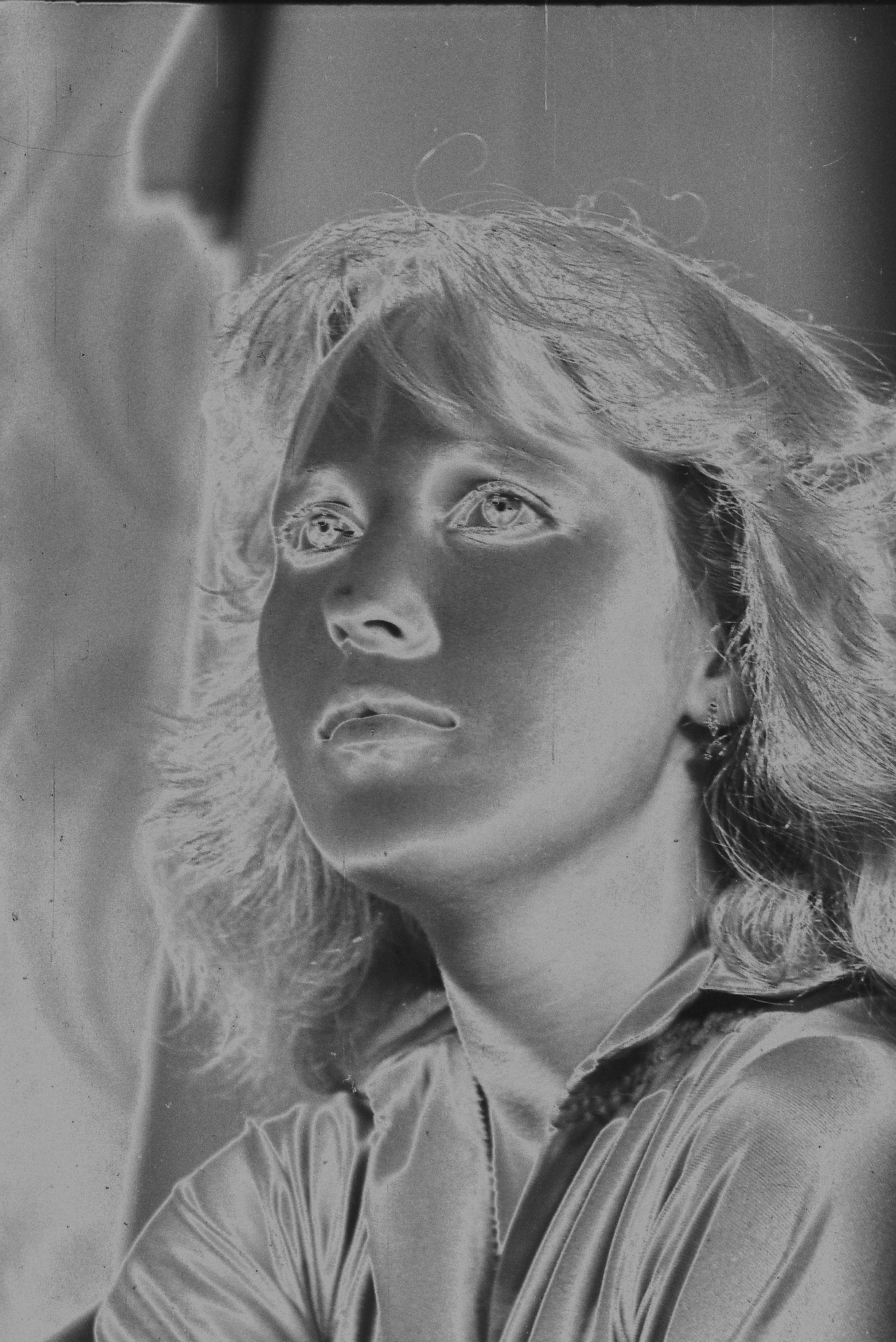
Przykład pseudosolaryzacji

Zjawisko Sabattiera, nazywane jest też pseudosolaryzacją, gdyż wizualnie podobne jest do solaryzacji. Zjawisko to charakteryzuje się częściowym odwróceniem obrazu negatywowego na pozytywowy pod działaniem dodatkowego, równomiernego naświetlenia materiału światłoczułego podczas wywołania. W wyniku pseudosolaryzacji powstaje obraz pozytywowy z nałożonym, słabszym obrazem negatywowym, oba obrazy oddziela jasna linia graniczna zwana ekwidensytą, powstająca w wyniku zjawiska Eberharda.
Pseudosolaryzację opisał w 1862 r. francuski zoolog Armand Sabatier. Początkowo tłumaczono to zjawisko kopiowaniem się obrazu negatywowego na nieutrwalonej emulsji, jednak należy to tłumaczenie odrzucić, gdyż zjawisko to powstaje również gdy światło pada z odwrotnej strony. Prawdopodobnie główną przyczyną jest odczulenie emulsji przez narastające zarodki srebrowe.
Pseudosolaryzacja wykorzystywana jest do uzyskiwania efektów specjalnych w fotografii artystycznej. Mistrzem w tej dziedzinie był amerykański malarz i fotografik Man Ray.